# Flughafen Raadi

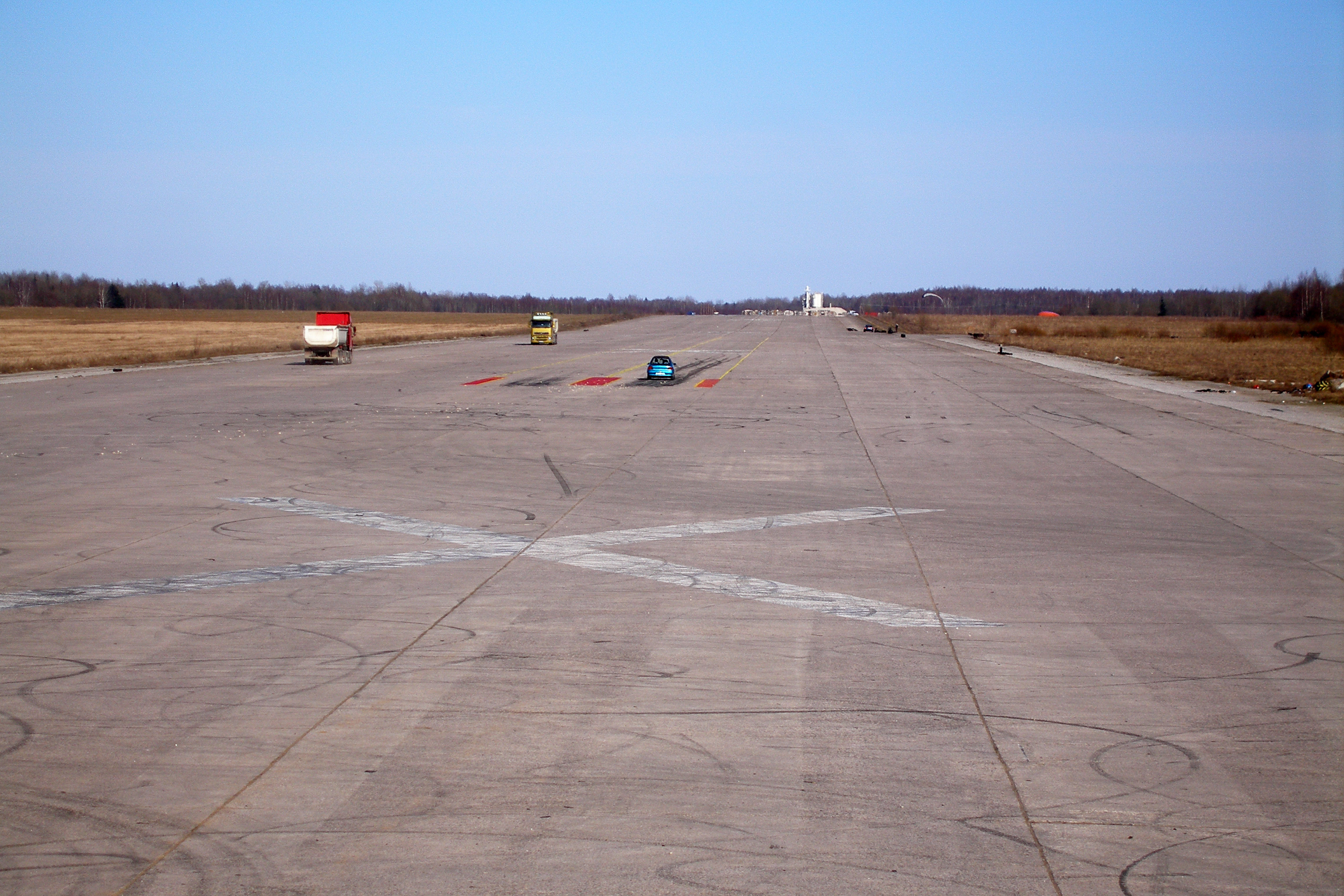
Start- und Landebahn des ehemaligen Militärflugplatzes Raadi

Der Flughafen Raadi (estnisch Raadi lennuväli) ist ein ehemaliger Militärflugplatz im Südosten Estlands. Er liegt 4 km nordöstlich der zweitgrößten estnischen Stadt Tartu im Stadtteil Raadi.

## Geschichte
Der Flughafen Raadi wurde 1919 eingeweiht. Während der sowjetischen Besetzung Estlands diente das 698 ha große Areal den sowjetischen Luftstreitkräften als Stützpunkt für Bomber- und Transportgeschwader. Kommandeur der strategischen Bomberflotte in Tartu war von 1987 bis 1990 Dschochar Dudajew. Im Jahr 1992 zog die Rote Armee ab.
Die 3050 m lange Start- und Landebahn aus Beton wurde ab 1993 noch für Notfälle bereitgehalten. Das letzte Flugzeug landete dort 1996. Heute befindet sich auf dem Gelände das Estnische Nationalmuseum.